# Eswatini Stock Exchange

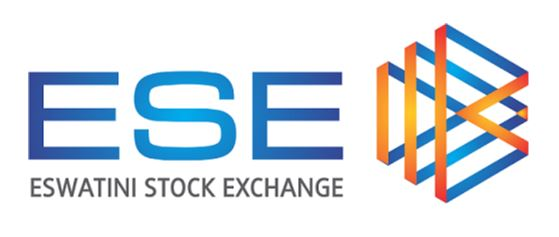
Logo der ESE

Die Eswatini Stock Exchange (ESE) ist eine Wertpapierbörse mit Hauptsitz in Mbabane, Eswatini. Sie wurde im Juli 1990 von Barnabas Sibusiso Dlamini, einem ehemaligen Weltbankmanager und späteren Premierminister von Eswatini, als Nichtbanken-Kreditinstitut gegründet, um einfachen Swatis die Möglichkeit zu geben, an ihrer Wirtschaft teilzuhaben.
Es gibt eine Handvoll börsennotierter Aktiengesellschaften sowie einige börsennotierte staatliche Aktienoptionen, börsennotierte Schuldtitel, staatlich garantierte Aktien und nicht handelbare Investmentfonds. Für Ausländer, die an der Börse investieren möchten, ist eine Genehmigung der Devisenkontrolle erforderlich. Börsenmakler an der Börse sind von der Financial Services Regulatory Authority (FSRA) lizenziert und es gibt keine Regelung bezüglich der ausländischen Beteiligung an Maklerfirmen.

## Geschichte
Der Schritt hin zu einer formellen Struktur für die Kapitalmarktentwicklung in Eswatini geht auf das Jahr 1989 zurück, als eine Arbeitsgruppe unter der Leitung der Zentralbank von Eswatini damit beauftragt wurde, zu prüfen, ob sich aus der Einrichtung einer Börse wirtschaftliche Vorteile ergeben würden. Die Arbeitsgruppe kam zu dem Schluss, dass ein Bedarf und eine Chance für einen solchen Schritt bestehe, und schlug als ersten Schritt die Gründung einer Börsenmaklergesellschaft, Swaziland Stockbrokers Limited (SSL), vor, die bis zur Ausarbeitung eines Wertpapiergesetzes nach der bestehenden Bankengesetzgebung lizenziert sei. Der Swaziland Stock Market (SSM) wurde 1990 als Nichtbank-Kreditinstitut im Sinne der Financial Institutions (Consolidated) Order von 1975 gemäß Abschnitt 18 (1) (b) gegründet. Acht Jahre lang fungierte der Swasiland Stock Market als außerbörslicher Einzelbörsenmakler. Erst im Juli 1999 wurde eine vollwertige Börse, die Swaziland Stock Exchange (SSX), eingeweiht.

## Indizes
Alle Einträge sind in einem einzigen Index, dem ESE All Share Index, enthalten.

## Mitgliedschaften
Die Börse ist Mitglied der African Securities Exchanges Association.